# 謝赫 (囲碁)
謝 赫（しゃ かく、谢赫、シィ・ヘ、1984年5月14日 - ）は、中国の囲碁棋士。青島市出身、中国囲棋協会所属、曹大元門下、九段。全国囲棋個人戦、リコー杯囲棋戦優勝、春蘭杯世界囲碁選手権戦準優勝など。中国棋士ランキングで2011年に1位。

## 経歴
中国青島市生まれ。父は詩人の謝頤城。1991年、7歳になる前に青島少年宮囲碁班に入る。1993年に陳祖徳、聶衛平らが謝の才能を見て、慣例を破って国家囲棋隊で学ばせる。1995年晩報杯全国業余囲棋選手権戦でベスト8。1995年初段。1996年に全国少年囲棋戦で準優勝し、国家少年囲棋隊入りし、曹大元に入門。
2000年、全国囲棋個人戦3位。2002年優勝。同年、ルノー杯覇王戦で、決勝で古力を破り優勝。2003年に三星火災杯世界オープン戦で、崔哲瀚、李昌鎬らを破り準決勝に進出するが、朴永訓に0-2で敗れる。2005年、リコー杯囲棋戦優勝。2007年七段昇段。農心辛ラーメン杯で2010年5人抜き、2011年4人抜きを達成。2011年春蘭杯決勝進出、李世乭に1-2で準優勝となる。2012年農心辛ラーメン杯で主将として3人抜きして中国優勝をもたらし、これにより九段昇段。
2013年中信銀行杯ベスト4。2014年LG杯ベスト16。
甲級リーグ戦では、2000年から福建、2003年から山東、2008年から重慶チームに所属し、2008年には16勝6敗の成績で最多勝獲得。中国棋士ランキングでは、2005年に5位、2008年に古力、常昊らに次ぐ4位、2011年に1位となる。

### タイトル歴
- 全国囲棋個人戦 2002年
- ルノー杯覇王戦 2002年
- リコー杯囲棋戦 2005年
- 招商銀行杯中国囲棋電視快棋戦 2008年
- 衢州・爛柯杯中国囲棋冠軍戦 2010年
- 金立智能手机杯中国囲棋世界冠軍争覇戦 2012年
- 西南王戦 2012年

### その他の棋歴
国際棋戦
- 春蘭杯世界囲碁選手権戦 準優勝 2011年、ベスト4 2007年、ベスト8 2008年
- 三星火災杯世界オープン戦 ベスト4 2003年
- LG杯世界棋王戦 ベスト4 2011年、ベスト8 2007年
- テレビ囲碁アジア選手権戦 ベスト4 2008年
- トヨタ&デンソー杯囲碁世界王座戦 ベスト4 2008年
- 応昌期杯世界プロ囲碁選手権戦 ベスト4 2012年
- ワールドマインドスポーツゲームズ 2008年男子団体戦準優勝
- アジア競技大会 2010年男子団体戦銀メダル、男女ペア戦銀メダル（宋容慧とペア）
- スポーツアコードワールドマインドゲームズ 2011年 男子団体戦優勝
- ペア碁ワールドカップ 優勝 2010年（宋容慧とペア）
- CSK杯囲碁アジア対抗戦
  - 2006年 3-0（○陳詩淵、○結城聡、○崔哲瀚）
- 農心辛ラーメン杯世界囲碁最強戦
  - 2005-06年 2-1（○元晟溱、○山田規三生、×趙漢乗）
  - 2009-10年 5-1（○金志錫、○井山裕太、○金昇宰、○山田規三生、○尹畯相、×羽根直樹）
  - 2010-11年 4-1（○李世乭、○坂井秀至、○林承華、○羽根直樹、×睦鎮碩）
  - 2011-12年 3-0（○金志錫、○元晟溱、○李昌鎬）
  - 2012-13年 1-1（○崔哲瀚、×朴廷桓）
- 招商地産杯中韓囲棋団体対抗戦 2011年 2-0（○姜東潤、○朴廷桓）
- 真竜杯中韓第一人対決 2013年 ×李世乭

国内棋戦
- 天元戦 挑戦者 2004年
- リコー杯囲棋戦 準優勝 2010年
- 全国智力運動会
  - 2009年 男子個人戦3位、男子団体戦2位（重慶チーム）
  - 2011年 男子個人戦6位、男子団体戦2位（重慶チーム）
- 中国囲棋甲級リーグ戦
  - 2000年（福建古紅田）
  - 2001年（福建古紅田）
  - 2002年（福建紅七匹狼）17-5
  - 2003年（山東齊魯晩報）15-4
  - 2004年（山東魯杭医薬）15-7
  - 2005年（山東魯杭）13-8
  - 2006年（山東中国網通）
  - 2007年（山東中国網通）15-7
  - 2008年（重慶冷酸魂）16-6 最多勝
  - 2009年（重慶冷酸魂）10-12
  - 2010年（重慶冷酸魂）14-7
  - 2011年（重慶冷酸魂）15-6
  - 2012年（重慶冷酸魂）12-9
  - 2013年（重慶銀行）10-10
  - 2014年（重慶銀行）3-6
  - 2015年（重慶銀行）1-4
- 弘通杯国家囲棋隊勝抜戦
  - 2012年 0-1（×周睿羊）
  - 2013年 0-1（×黄雲嵩）